# Poznanie ucieleśnione
Poznanie ucieleśnione (ang. embodied cognition) – określenie stosowane w filozofii poznania, psychologii poznawczej, kognitywistyce i neuronauce na taki typ poznania, na który wpływ mają nie tylko procesy przetwarzania informacji w mózgu, ale i w całym ciele. Poprzez to teoria ta stoi w opozycji do zakładanego w kognitywistyce symbolicznej poglądu o obliczeniowej teorii umysłu (CTM), mówiącego, że mózg jako operujący symbolicznymi obliczeniami organ nadrzędnie przyczynia się do poznania świata. Podejście to stoi także w opozycji do dualizmu kartezjańskiego. Zakłada, że nasza wiedza o świecie jest nierozerwalnie związana z naszymi ciałami, językiem i społecznym usytuowaniem, czyli ucieleśnieniem (Francisco Varela, The Embodied Mind: Cognitive Science and Human Experience, 1991).
Margaret Willson opisała 6 wyróżników paradygmatu podejścia ucieleśnionego:
1. Procesy poznawcze są usytuowane – w trakcie procesu kognitywnego nabyte dane są na bieżąco uzupełniane i wpływają na proces ich przetwarzania, dodatkowo poznanie odbywa się także przy pomocy narządów zmysłów, które wpływają na zachodzące w mózgu procesy obliczeniowe. Jako przykład podaje się tu najczęściej jazdę samochodem
2. Procesy poznawcze podlegają upływowi czasu – przy szybko zmieniających się warunkach środowiskowych, proces wytwarzania obrazów umysłowych może zwalniać, zakłada się, że jest on wspomagany przez dane zmysłowe.
3. Nadmiar informacji jest magazynowany poza mózgiem, przykładami są rozmaite kalendarze, notatki, czy wręcz literatura, do których to źródeł dostęp jest możliwy tylko i wyłączenie za pośrednictwem zmysłów.
4. Środowisko jest częścią systemu poznawczego – zakłada się, że na procesy umysłowe wpływają zmieniające się warunki środowiskowe, rozumie się przez nie nie tylko zjawiska środowiska przyrodniczego mające wpływ na podstawowe zmysły człowieka (jak np. temperatura), ale także jego  środowisko informacyjne i kulturowe (wiedza, poglądy, religia). Wynika z tego, że sytuacja oraz doświadczająca jej osoba są ze sobą stale związane, pogląd ten jest częściowo zbieżny z koncepcją poznania rozproszonego (z ang. distributet cognition).
5. Procesy poznawcze wspomagają działanie – duża część wyobrażeń umysłowych powstała, by pomagać w poruszaniu się w trójwymiarowym świecie, są więc one ewolucyjnie związane z ciałami, w jakich się znajdujemy. Spostrzeganie i pamięć wpływają zatem na zachowanie w danej sytuacji.
6. Procesy poznawcze bazują na ciele – wiele scentralizowanych, pozornie oddzielonych od ciała procesów kognitywnych podlega schematom, które wykształciły się w nich, aby wspomagać motorykę czy przetwarzać wrażenia zmysłowe. Do punktu 5 i 6 dobrym przykładem jest znany z robotyki problem, na który natknęły się pierwsze próby skonstruowania sieci neuronowej WalkNet kontrolującej robota o sześciu kończynach (trudnością był brak znanych z ludzkiej kognicji wyobrażeń umysłowych dotyczących kontroli wielu kończyn)[3].

## Historia
Początków koncepcji poznania ucieleśnionego w filozofii Zachodu można dopatrywać się już w filozofii monistycznej, choć rozwój teorii poznania ucieleśnionego umożliwiło dopiero powstanie fenomenologii. Należą tu zwłaszcza prace Edmunda Husserla, Martina Heideggera (Dasein) czy Maurice'a Merlau-Ponty'ego. Husserl jak sam to określił znalazł nowy sposób patrzenia na rzeczy zakładający, że świat dookoła podmiotu nie jest "zewnętrzny" lecz konstytuowany przez jego postrzeżenia. Merlau-Ponty odrzuca w swojej książce “Fenomenologia poznania”, kartezjański pogląd cogito ergo sum, proponując francuski termin corporéité i zakładając tym samym, że to ciało i jego zebrane doświadczenie stanowią jedyny fundament wiedzy o świecie. Istotne dla ukształtowania się tego paradygmatu są także prace nad intencjonalnością Franza Brentano.
Ujmując to zjawisko szerzej, można powiedzieć, że teorię poznania ucieleśnionego można umieścić wśród innych nurtów filozoficznych zakładających brak istnienia zewnętrznego, niezależnego od świata podmiotu. 
Paradygmat teorii poznania ucieleśnionego zakładający, że konstrukty myślowe mają wpływ na ciało i że poznanie cielesne ma wpływ na zdolności myślowe podmiotu można odnaleźć w wielu oddzielnych dziedzinach wiedzy. Można go zatem umieścić wśród innych nurtów zakładających brak istnienia zewnętrznego, niezależnego od świata podmiotu. Dlatego też traktuje się ją raczej jako projekt badawczy niż jednolicie ukonstytuowaną szkołę. Z tego powodu łatwiej będzie prześledzić jego rozwój w poszczególnych naukach. 
W psychologii jej założenia można odnaleźć w terapiach zajmujące się ciałem i umysłem (jak Gestalt) oraz w psychologii ekologicznej Jamesa J. Gibsona. 
W biologii przykładem jest koncepcja autopoezy Francico Vareli, służąca pierwotnie jako narzędzie opisu organizmów żywych w kontekście systemów, a nie indywiduów, która została zastosowana także na gruncie socjologii przez Niklasa Luhmanna.
W lingwistyce wykorzystują ją koncepcje Georga Lakoffa zakładające, że nasza zdolność do rozumowania językowego, a także posługiwania się metaforami, jest ściśle powiązana z doświadczeniem pochodzącym z ciała.
W neurologii badania Antonio Damasio potwierdzają łączność pomiędzy strukturami w mózgu odpowiadającymi za konstruowanie wyobrażeń umysłowych a doświadczeniami cielesnymi, natomiast Oliver Sacks zwraca uwagę na korzyść płynącą z badania bólów fantomowych przy korzystaniu z opinii pacjenta, a nie tylko wyników badań fizycznych.

## 4E
Sam termin związany jest znaczeniowo blisko z pokrewnymi teoriami, które zbiorczo nazywa się teoriami 4Es (czterech E), są to (zachowując oryginalną pisownię):
- embodied cognition - opisane tu poznanie ucieleśnione
- embedded cognition - poznanie osadzone, mające miejsce tylko w określonym środowisku. Określenie to spotykane we wczesnych pismach, obecnie właściwie zlało się w jedno z określeniem "ucieleśnione"[9]
- enacted cognition - poznanie enaktywne, powiązane z akcją. Termin wprowadzony został w 1991 roku w książce The Embodied Mind autorstwa Francisco Vareli, Evana Thompsona i Eleanor Rosch. Rozwijany w ostatniej dekadzie przez Elenę Clarę Cuffari, Ezequiela di Paolo i Hannę de Jaegher[10].
- extended cognition - poznanie rozszerzone, zakładające, że procesy umysłowe odbywają się nie tylko w ciele i mózgu, ale i w świecie. Teoria ta została stworzona w 1998 roku przez Andy'ego Clarka i Davida Chalmersa (zob. „trudny problem świadomości”).

## Placówki specjalizujące się w badaniu poznania ucieleśnionego
Laboratorium Henrika Ehrssona w Karolinska Institutet (Sztokholm).
Politechnika federalna w Lozannie, projekt pod kierownictwem Olafa Blanke.
Uniwersytet Humboldtów wraz z Akademią Sztuk w Berlinie projekt zatutułowany Bildakt und Verkörperung.